# Žalm 56
Žalm 56 („Smiluj se nade mnou, Bože, neboť po mně šlape člověk“) je biblický žalm. V překladech, které číslují podle Septuaginty, se jedná o 55. žalm. Žalm je nadepsán těmito slovy: „Pro předního zpěváka, podle „Němé holubice dálek“. Pamětní zápis, Davidův, když se ho v Gatu zmocnili Pelištejci.“ Jedná se o jeden ze třinácti davidovských žalmů, v nichž je uvedena konkrétní situace z Davidova života, na níž příslušný žalm navazuje. Podle některých vykladačů výše uvedené nadepsání znamená, že žalm byl nejspíše vytesán do kamene a určen k tomu, aby jej za určitých okolností odzpívával zkušený zpěvák za přítomnosti krále z Davidova rodu. Tradiční židovský výklad však považuje žalmy, které jsou označeny Davidovým jménem, za ty, které sepsal přímo král David. Raši považuje hebrejský termín al jonat elem rechokim (עַל־יוֹנַת אֵלֶם רְחֹקִים, „podle Němé holubice dálek“) za odkaz na to, jak se cítil David, když hledal útočiště před pronásledováním ze strany krále Saula mimo hranice izraelské země v pelištejském městě Gat a Goliášovi bratři žádali Akíše, krále Gatu, aby mohli Davida zabít v rámci krevní msty. Raši tento stav popsal takto: „Byl mezi nimi jako němá holubice.“ Spis Šimuš Tehilim („Užití Žalmů“), jehož autorem je zřejmě židovský učenec Chaj Ga'on (939–1038), uvádí, že recitace 56. žalmu pomáhá vysvobodit toho, kdo je zakován v řetězech, a též pomáhá, aby se člověk zbavil svého sklonu ke zlému.